# 篠原千絵
篠原 千絵（しのはら ちえ、2月15日 - ）は、日本の少女漫画家。神奈川県出身 
。女性。血液型はO型。文星芸術大学非常勤講師。2021年12月時点で著作の累計部数が5500万部を超えている。

## 来歴
1981年、『コロネット』掲載の「赤い伝説」でデビュー。別の漫画家が締め切りに遅れたことによる代理原稿だった。この際、本名と同姓の漫画家がいたために編集者から指示されてペンネームを「篠原千絵」とした。以後、主に小学館系の少女漫画雑誌にて執筆。小説家としての活動もあり、カバーとイラストも自分で手掛けている。
ホラー・ミステリーや歴史伝奇分野の作品が多い。1984年に連載を開始した『闇のパープル・アイ』は、1996年にドラマ化されている。
2008年、『プチコミック』4月号より『刻だまりの姫』の連載を開始するが、4月号、6月号 - 9月号の5回連載で休載。その後、2009年6月号〜10月号にて連載を一時的に再開している。
2009年、『ChuChu』3・4月合併号から5月号にて『セルゲイ王国の影使い』を前後編で掲載。
2010年、『姉系プチコミック』創刊号より『夢の雫、黄金の鳥籠』を連載開始。
2021年、画業40周年を迎えた記念の企画を『プチコミック』などで展開。

## 人物
- 代表作は『闇のパープルアイ』、『海の闇、月の影』、『天は赤い河のほとり』、『夢の雫、黄金の鳥籠』など多数。連載する度にコンスタントにヒット作を出し続けている作家であり、長期連載作品が多い。また実写映画化、テレビドラマ化、アニメビデオ化、宝塚舞台化などメディア化も多数である。
- 原作者本人が、これまでの作品一番上手く描けたと思っている作品は『海の闇、月の影』。「今描くならもっとページ数が増えてる。」「この頃は本当にネームを描くのが楽しかったですし、描くスピードも速かった。」と語っている。
- 少女コミックで『海の闇、月の影』を連載していた当時、ちゃおで『陵子の心霊事件簿』を同時連載していた時期があり、ページ数が非常に多く多忙だった。しかし本人は、「大変だったけどコンスタントに締め切りも守っていたし、毎月旅行に行って遊んでもいた。漫画を描くのが楽しく、ノッてた時期」と振り返っている。

- 趣味はドライブ。猫好きで有名。竹宮惠子の大ファンであり、幼少期に彼女から貰ったサイン色紙を現在でも大切に保管している。また山田ミネコの元アシスタントであった[6]。

## 受賞歴
- 1987年 - 第32回小学館漫画賞少女部門受賞（『闇のパープル・アイ』）
- 2001年 - 第46回小学館漫画賞少女部門受賞（『天は赤い河のほとり』）

## 作品リスト

### 漫画
- 篠原千絵傑作集
  1. 訪問者は真夜中に…
  2. 目撃者にさようなら
  3. なにかが闇で見ている
  4. 3人目が消えた
- そして5回の鈴が鳴る（文庫全1巻）
  1. 訪問者は真夜中に…
  2. そして5回の鈴が鳴る
  3. 優しい殺人者
  4. 目撃者にさようなら
  5. 冬の花は鎮魂花
  6. クリスタル・ドール
  7. 眠る街
  8. 紅い伝説
- 凍った夏の日（文庫全1巻）
  1. 3人目が消えた
  2. 凍った夏の日
  3. 殺意には蒼いリボンをかけて
  4. 午前0時の逃亡者
  5. なにかが闇で見ている
  6. 自殺室ルームナンバー404
  7. ウィークエンドの招待状
- 陵子の心霊事件簿（全4巻・文庫全2巻）
- 逃亡急行（全1巻・文庫全1巻）
- 闇のパープル・アイ（全12巻・文庫全7巻）
- 海の闇、月の影（全18巻・文庫全11巻）
- 蒼の封印（全11巻・文庫全7巻）
- 天は赤い河のほとり（全28巻・文庫全16巻）
- 暁に立つライオン（全1巻・文庫全1巻）
- 水に棲む花（全5巻・文庫全3巻）
- 海に墜ちるツバメ（全1巻）
- 霧の森ホテル（既刊2巻）
- 刻だまりの姫（既刊2巻）
- 夢の雫、黄金の鳥籠（全20巻）
- 篠原千絵 恐怖シアター（文庫全1巻）
  1. 殺意には蒼いリボンをかけて
  2. 訪問者は真夜中に…
  3. 凍った夏の日
  4. 優しい殺人者
  5. クリスタル・ドール
  6. 眠る街
  7. 自殺室ルームナンバー404
  8. そして5回の鈴が鳴る
  9. なにかが闇で見ている
  10. 紅い伝説
  11. ウイークエンドの招待状
  12. 午前0時の逃亡者
  13. 3人目が消えた
  14. 目撃者にさようなら
  15. 冬の花は鎮魂花
  16. サルでもできるガーデニング
- 篠原千絵 The Best Selection
  1. 凍った夏の日
  2. 優しい殺人者
  3. 訪問者は真夜中に…
  4. 目撃者にさようなら
  5. ウイークエンドの招待状
  6. 眠る街
- 篠原千絵 The Best Selection 2
  1. 自殺室ルームナンバー404
  2. そして5回の鈴が鳴る
  3. クリスタル・ドール
  4. 冬の花は鎮魂花
  5. 紅い伝説

### 小説
- 還ってきた娘（全6巻）
- 天は赤い河のほとり 外伝
  1. 〜魔が時代（とき）の黎明〜
  2. 〜続 魔が時代の黎明〜
  3. 朔の月
  4. 眉の月
  5. 上弦

### 原画集ほか
- 篠原千絵イラスト集「闇のパープルアイ」（小学館、1987年6月20日初版第1刷発行）ISBN 4-09-199611-6
- 篠原千絵イラスト集「海の闇、月の影」（小学館、1991年9月20日初版第1刷発行）ISBN 4-09-199612-4
- 「天は赤い河のほとり」複製原画集 イシュタル（小学館、1999年3月20日初版第1刷発行）ISBN 4-09-199613-2
- 篠原千絵ワールドガイド1981-1999（三一書房、1999年9月30日第1版第1刷発行）ISBN 4-380-99212-8
- 天は赤い河のほとり Art Gallery（小学館、2002年12月16日発売、「天は赤い河のほとり スペシャルBOX」に入っていたイラスト集）ISBN 4-09-941036-6

### ファンブック
- 天は赤い河のほとりFAN BOOK 〜イシュタル文書〜（小学館〈フラワーコミックススペシャル〉、2002年8月20日初版第1刷発行）ISBN 4-09-135782-2

### ドラマCD・LP・ビデオイラスト
- LPレコード 闇のパープル・アイPart1・2
- ベータ版ビデオ 闇のパープル・アイ
- MUSICビデオ 闇のパープル・アイ
- Purple Eyes In The Dark (CD) part1・2
- 海の闇 月の影オリジナルアルバム「海の闇、月の影 〜Last Message〜」
- 海の闇 月の影オリジナルアルバム「海の闇、月の影 〜memorial〜」
- 海の闇 月の影オリジナルアルバム The Darkness of the Sea The Shadow of The Moon
- 海の闇 月の影（LD）
- 海の闇 月の影（ビデオ全3巻）
- 蒼の封印のCDブック
- 天は赤い河のほとり サウンドシアター
- オリジナルアルバム「陵子の心霊事件簿」

### 考古学
- ヒッタイトに魅せられて 考古学者に漫画家が質問!!（大村幸弘との共著。山川出版社、2022年）[7]